# (2546) Libitina
(2546) Libitina (1950 FC) – planetoida z pasa głównego asteroid okrążająca Słońce w ciągu 4,2 lat w średniej odległości 2,6 j.a. Odkryta 23 marca 1950 roku.